# Еберті
Еберті Фернандес де Андраде (порт. Heberty Fernandes de Andrade), відоміший під коротким прізвиськом Еберті (порт. Heberty, нар. 29 серпня 1988, Сан-Паулу) — бразильський футболіст, нападник малайзійського клубу «Джохор Дарул Тазім». Виступав також за низку бразильських і закордонних клубів.

## Ігрова кар'єра
У професійному футболі Еберті дебютував 2008 року виступами за команду «Васко да Гама», в якій грав до кінця року.
У 2009 році футболіст став гравцем команди «Жувентус Сан-Паулу», а наступного року грав у складі команди «Сан-Каетану». У 2011 році нападник грав у складі команди «Пауліста».

У 2012 році бразильський футболіст перебрався до Японії, де протягом 2012—2013 років грав у складі команд «Зеспа Кусацу», «Сересо Осака» і «Вегалта Сендай». На початку 2014 року Еберті став гравцем таїландського клубу «Ратчабурі», в якому відзначався високою результативністю, відзначившись 65 голами в 90 проведених матчів за клуб. У 2016—2017 роках бразилець грав у саудівському клубі «Аш-Шабаб». У 2017 році нападник повернувся до Таїланду, де став гравцем клубу «Муангтонг Юнайтед», у складі якого гравець став володарем Кубка тайської ліги. У складі «Муангтонг Юнайтед» Еберті продовжив відзначатися високою результативністю, відзначившись 52 голами у 80 проведених матчів за клуб.
У 2020 році бразильський нападник протягом нетривалого часу грав за таїландський клуб «Порт», і вже в цьому ж році став гравцем іншого таїландського клубу «Бангкок Юнайтед». У складі бангкокської команди футболіст грав до 2023 року, і в ній також відзначився високою результативністю, забивши 35 голів у 70 проведених матчах за клуб.
У 2023 році Еберті став гравцем малайзійського клубу «Джохор Дарул Тазім». У складі малайзійської команди бразильський нападник у 2023 році став переможцем Ліги Супер, володарем Кубка Малайзії та володарем Кубка Футбольної асоціації Малайзії. У 2024 році футболіст у складі «Джохор Дарул Тазім» удруге став володарем Кубка Футбольної асоціації Малайзії.

## Титули і досягнення
- Володар Кубка тайської ліги (1):

«Муангтонг Юнайтед»: 2017
- Переможець Ліги Супер (2):

«Джохор Дарул Тазім»: 2023, 2024-25
- Володар Кубка Малайзії (2):

«Джохор Дарул Тазім»: 2023, 2024-25
- Володар Кубка Футбольної асоціації Малайзії (2):

«Джохор Дарул Тазім»: 2023, 2024
- Володар Суперкубка Малайзії (2):

«Джохор Дарул Тазім»: 2024, 2025
- Кращий бомбардир чемпіонату Таїланду: 2014 (26 голів)